# 神父・草場一平の推理
『神父・草場一平の推理』（しんぷ くさばいっぺいのすいり）は、2004年から2005年までテレビ朝日系「土曜ワイド劇場」で放送されたテレビドラマシリーズ。全2回。主演は水谷豊。

## キャスト

### 主人公
草場一平
演 - 水谷豊（16歳：佐保祐樹）
東京で「めぐみ教会」を司る神父。少年院にいた過去を持ち、その間に母親を亡くす。世話になった鏡神父の影響で神父となったがそれだけでは生計が立たず、少年院時代からの友人・横川好次が経営する横川葬儀社で司会のアルバイトをしている。

### 横川葬儀社
横川好次
演 - 酒井敏也
草場の少年院時代からの友人で葬儀社を経営。アルバイトとして葬儀司会に草場を雇っている。ミサの最中に霊柩車で来るため草場は苦言を呈している。
横川武子
演 - 棟里佳（第1作）
横川の妻。
田辺加世
演 - 舟木幸
従業員。子供好き。
吉岡真司
演 - 増田由紀夫
従業員。

### その他
鏡神父
演 - 三谷昇
草場と好次が少年院時代に出逢った恩師。

### ゲスト
第1作「殺意の祈り〜100億の相続人ヨット水中殺人・遺体なき通夜！死者が戻ってきた!?〜」（2004年）
- 赤沢可奈子（りゅうの秘書） - 中山忍
- 岩淵謙介（船長） - 坂上忍
- 大社八重子（大社コンツェルン船舶事業部 副社長・りゅうの亡夫の妹） - 白木万理
- 菊池みつ子（りゅうの実の妹） - 原知佐子
- 大社睦男（大社コンツェルン観光事業部 副社長・婿養子） - 河西健司
- 大社春見（大社コンツェルン不動産事業部 副社長・睦男の後妻） - 沖直美
- 竹中伸一郎（大社コンツェルンの弁護士） - 市川勇
- 菊池雅人（みつ子の息子） - 深見亮介
- 大社純（睦男と先妻の息子・ヨットから転落死） - 川口真吾
- 大社達也（睦男と春見の息子・純の弟） - 伊藤俊輔
- 大社りゅう（大社コンツェルン オーナー） - 淡路恵子
- 外波山文明、鈴木亮介、竜川剛、谷田文郎、小川敏明、大和義武、秋本渚、松本和義、藤江リカ

第2作「告別式の客と香典泥棒ダブル殺人教会に捨てられた赤ちゃんが解く大逆転の真犯人! 100億を狙う妻」（2005年）
- 郷田美帆子（剛志の妻・看護師） - 高橋ひとみ
- 古屋典明（剛志の親友） - 光石研
- 津川春佳（奈々子の秘書） - 遊井亮子
- 郷田剛志（輸入雑貨「郷田商事」社長・勘当扱いで単身上京中） - 井上純一
- 人見達彦（郷田商事 社員） - エド山口
- 塩ノ谷賀市（香典泥棒） - 津村鷹志
- 前島（農夫） - 鈴木正幸
- 岸奈々子（ジュエリーデザイナー・1か月前死亡） - 小林麻子
- 仁志（赤ん坊・剛志と奈々子の息子） - 斎藤拳匠
- 小川（警視庁荒川中央警察署 刑事） - 石井洋祐
- 質屋「三川屋」主人 - 江藤漢斉
- 冒頭の喪主 - 山本ふじこ
- 土産物屋のおばあちゃん - 青木由里
- 郷田剛右衛門（大地主・剛志の父） - 井川比佐志
- 佐々木季生、滝澤佳一郎、桧山悠、勝山勇羽、高橋和馬、山本ふじこ、まさきゆか、松岡みゆき

## スタッフ
- 脚本 - 東多江子
- 監督 - 猪崎宣昭
- 技術協力 - 映広
- プロデューサー - 塙淳一、松本基弘、内堀雄三
- 製作 - テレビ朝日、ネクストプロデュース

## 放送日程
| 話数 | 放送日        | サブタイトル                                                                              | 脚本     | 監督     | 視聴率 |
| ---- | ------------- | ----------------------------------------------------------------------------------------- | -------- | -------- | ------ |
| 1    | 2004年6月05日 | 殺意の祈り〜100億の相続人ヨット水中殺人・遺体なき通夜！死者が戻ってきた!?〜               | 東多江子 | 猪崎宣昭 | 16.5%  |
| 2    | 2005年8月27日 | 告別式の客と香典泥棒ダブル殺人教会に捨てられた赤ちゃんが解く大逆転の真犯人! 100億を狙う妻 | 東多江子 | 猪崎宣昭 |        |

- 視聴率はビデオリサーチ調べ、関東地区・世帯